# Prismatolaimus dadayi
Prismatolaimus dadayi är en rundmaskart som beskrevs av Stefanski 1925. Prismatolaimus dadayi ingår i släktet Prismatolaimus och familjen Prismatolaimidae. Inga underarter finns listade i Catalogue of Life.